# 8-я гвардейская танковая бригада
8-я гвардейская танковая Краснознамённая ордена Суворова бригада — танковая бригада Красной армии в годы Великой Отечественной войны.
Сокращённое наименование — 8 гв. тбр.

## Боевой и численный состав
23 октября 1942 г. преобразована в гвардейскую по штатам № 010/345-010/352 от 15.02.1942 г.:
- Управление бригады [штат № 010/345]
- 303-й отд. танковый батальон [штат № 010/346]
- 304-й отд. танковый батальон [штат № 010/346]
- Мотострелково-пулеметный батальон [штат № 010/347]
- Противотанковая батарея [штат № 010/348]
- Зенитная батарея [штат № 010/349]
- Рота управления [штат № 010/350]
- Рота технического обеспечения [штат № 010/351]
- Медико-санитарный взвод [штат № 010/352]

24 мая 1943 г. На основании приказа по войскам Тульского ТВЛ № 044 от 20.05.1943 г., командир бригады подписал приказ № 14 от 24.05.1943 г. о вхождении 8-й гвардейской танковой бригады в состав 20-го танкового корпуса и переходе на штаты корпусной танковой бригады № 010/270-010/277 и рота ПТР 010/375 (по другим данным Директивой ГШ КА № орг/3/306641 от 18.03.1944):
- Управление бригады [штат № 010/270
- 303-й отд. танковый батальон [штат № 010/271]
- 304-й отд. танковый батальон [штат № 010/272]
- Мотострелково-пулеметный батальон [штат № 010/273]
- Истребительно-противотанковая батарея [штат № 010/274]
- Рота управления [штат № 010/275]
- Рота технического обеспечения [штат № 010/276]
- Медико-санитарный взвод [штат № 010/277]
- Рота ПТР (штат № 010/375)
- Зенитно-пулеметная рота (штат № 010/451) — с 07.07.1943

Директивой ГШ КА № орг/3/2385 от 01.05.1944 переведена на штаты № 010/500-010/506:
- Управление бригады [штат № 010/500]
- 1-й отд. танковый батальон [штат № 010/501] — до 31.05.1944 — 303-й отд. танковый батальон
- 2-й отд. танковый батальон [штат № 010/501] — до 31.05.1944 — 304-й отд. танковый батальон
- 3-й отд. танковый батальон [штат № 010/501] (с декабря 1944)
- Моторизованный батальон автоматчиков [штат № 010/502]
- Зенитно-пулеметная рота [штат № 010/503]
- Рота управления [штат № 010/504]
- Рота технического обеспечения [штат № 010/505]
- Медсанвзвод [штат № 010/506]

В феврале 1944 г. бригаде подчинялись 1895-й лсап, 1849-й иптап

## Подчинение
Периоды вхождения в состав Действующей армии:
- с 23.10.1942 по 28.01.1943 года.
- с 11.07.1943 по 09.08.1943 года.
- с 18.09.1943 по 21.04.1944 года.

| Дата            | Фронт (округ)               | Армия              | Корпус               | Дивизия | Бригада | Примечания |
| --------------- | --------------------------- | ------------------ | -------------------- | ------- | ------- | ---------- |
| 01.11.1942 года | Юго-Западный фронт          | 5-я танковая армия |                      |         |         |            |
| 01.12.1942 года | Юго-Западный фронт          | 5-я танковая армия |                      |         |         |            |
| 01.01.1943 года | Юго-Западный фронт          | 5-я танковая армия |                      |         |         |            |
| 01.02.1943 года | Южный фронт                 | 5-я ударная армия  |                      |         |         |            |
| 01.03.1943 года | РВГК                        |                    |                      |         |         |            |
| 01.04.1943 года | Сталинградская группа войск |                    |                      |         |         |            |
| 01.05.1943 года | РВГК                        |                    |                      |         |         |            |
| 01.06.1943 года | Московский военный округ    |                    | 20-й танковый корпус |         |         |            |
| 01.07.1943 года | Московский военный округ    |                    | 20-й танковый корпус |         |         |            |
| 01.08.1943 года | Брянский фронт              |                    | 20-й танковый корпус |         |         |            |
| 01.09.1943 года | Московский военный округ    |                    | 20-й танковый корпус |         |         |            |
| 01.10.1943 года | Южный фронт                 |                    | 20-й танковый корпус |         |         |            |
| 01.11.1943 года | 2-й Украинский фронт        |                    | 20-й танковый корпус |         |         |            |
| 01.12.1943 года | 2-й Украинский фронт        |                    | 20-й танковый корпус |         |         |            |
| 01.01.1944 года | 2-й Украинский фронт        |                    | 20-й танковый корпус |         |         |            |
| 01.02.1944 года | 2-й Украинский фронт        |                    | 20-й танковый корпус |         |         |            |
| 01.03.1944 года | 2-й Украинский фронт        |                    | 20-й танковый корпус |         |         |            |
| 01.04.1944 года | 2-й Украинский фронт        |                    | 20-й танковый корпус |         |         |            |
| 01.05.1944 года | 2-й Украинский фронт        |                    | 20-й танковый корпус |         |         |            |
| 01.06.1944 года | РВГК                        |                    | 20-й танковый корпус |         |         |            |
| 01.07.1944 года | РВГК                        |                    | 20-й танковый корпус |         |         |            |
| 01.08.1944 года | РВГК                        |                    | 20-й танковый корпус |         |         |            |
| 01.09.1944 года | РВГК                        |                    | 20-й танковый корпус |         |         |            |
| 01.10.1944 года | Киевский военный округ      |                    | 20-й танковый корпус |         |         |            |
| 01.11.1944 года | Киевский военный округ      |                    | 20-й танковый корпус |         |         |            |
| 01.12.1944 года | Киевский военный округ      |                    | 20-й танковый корпус |         |         |            |
| 01.01.1945 года | Киевский военный округ      |                    | 20-й танковый корпус |         |         |            |
| 01.02.1945 года | Киевский военный округ      |                    | 20-й танковый корпус |         |         |            |
| 01.03.1945 года | Киевский военный округ      |                    | 20-й танковый корпус |         |         |            |
| 01.04.1945 года | РВГК                        |                    | 20-й танковый корпус |         |         |            |
| 01.05.1945 года | РВГК                        |                    | 20-й танковый корпус |         |         |            |

## Командиры

### Командиры бригады
- Бражников, Андрей Константинович[1], подполковник, 23.10.1942 — 06.12.1942 года;
- Николов, Владимир Георгиевич[2], майор, врио, 06.12.1942 — 24.12.1942 года;
- Морус, Иван Митрофанович[3], полковник,16.12.1942 — 15.07.1943 года.
- Орлов, Василий Фёдорович, полковник, 16.07.1943 — 12.11.1944 года.
- Полуэктов, Виктор Георгиевич[4], подполковник, врио, 12.11.1944 — 27.11.1944 года
- Ковальский, Александр Петрович[5], полковник, 27.11.1944 — 10.06.1945 года.

### Заместитель командира бригады по строевой части
- Николов Владимир Георгиевич, майор (убыл на учёбу) на 23.10.1942 года;
- Игонин Иван Георгиевич[6], полковник (27.01.1944 тяжело ранен) 00.11.1943 — 27.01.1944 года;
- Бзырин Василий Алексеевич[7], подполковник, 24.04.1944 — 00.09.1944 года.
- Полуэктов Виктор Георгиевич, подполковник;
- Махно Ефим Климентьевич[8], майор, ид, 09.10.1944 — 00.01.1945 года

### Начальники штаба бригады
- Межицан Иван Иосифович, майор, 00.10.1942 — 00.01.1943 года[9];
- Фарберов Евсей Борисович, майор, 00.01.1943 — 00.10.1943 года[10];
- Махно Ефим Климентьевич, майор, 03.09.1943 — 00.10.1944 года;
- Юрин Нестер Матвеевич, подполковник, 17.04.1945 — 10.06.1945 года

## Отличившиеся воины
| Награда | Ф. И.О                       | Звание                                                               | Должность                 | Дата награждения | Примечания |
| ------- | ---------------------------- | -------------------------------------------------------------------- | ------------------------- | ---------------- | ---------- |
|         | Малихов, Анатолий Наумович   | командир 304-го танкового батальона 8-й гвардейской танковой бригады | гвардии майор             | 13.09.1944 г.    | Посмертно. |
|         | Тарасов, Николай Григорьевич | командир танковой роты 8-й гвардейской танковой бригады              | гвардии старший лейтенант | 13.09.1944 г.    |            |

## Награды и наименования
| Награда, наименование         | Документ о награждении                                                      | За что получена |
| ----------------------------- | --------------------------------------------------------------------------- | --- |
| Почётное звание «Гвардейская» | Приказ Народного Комиссариата Обороны № 332 от 20.10.1942                   | За проявленную отвагу в боях за Отечество с немецкими захватчиками, за стойкость, мужество, дисциплину и организованность, за героизм личного состава.                                                        |
| Орден Красного Знамени        | награждена указом Президиума Верховного Совета СССР от 13 февраля 1944 года | За образцовое выполнение боевых заданий командования в боях за освобождение города Звенигородка и проявленные при этом доблесть и мужество                                                                    |
| Орден Суворова II степени     | Указ Президиума ВС СССР от 08.04.1944 года.                                 | За образцовое выполнение заданий командования при форсировании Днестра, овладении городом и важным железнодорожным узлом Бельцы, выход на государственную границу и проявленные при этом доблесть и мужество. |